# Бродський Варош
Бродський Варош (хорв. Brodski Varoš) — населений пункт у Хорватії, у Бродсько-Посавській жупанії у складі міста Славонський Брод.

## Населення
Населення за даними перепису 2011 року становило 2035 осіб.
Динаміка чисельності населення поселення:

## Клімат
Середня річна температура становить 10,92 °C, середня максимальна – 25,07 °C, а середня мінімальна – -5,74 °C. Середня річна кількість опадів – 783 мм.
| Клімат поселення                              | Клімат поселення | Клімат поселення | Клімат поселення | Клімат поселення | Клімат поселення | Клімат поселення | Клімат поселення | Клімат поселення | Клімат поселення | Клімат поселення | Клімат поселення | Клімат поселення | Клімат поселення |
| Показник                                      | Січ.             | Лют.             | Бер.             | Квіт.            | Трав.            | Черв.            | Лип.             | Серп.            | Вер.             | Жовт.            | Лист.            | Груд.            |                  |
| Середній максимум, °C                         | 6,11             | 8,04             | 12,55            | 16,90            | 21,99            | 25,07            | 24,77            | 24,10            | 20,20            | 14,99            | 9,31             | 5,23             |                  |
| Середня температура, °C                       | 0,18             | 2,11             | 6,61             | 10,96            | 16,05            | 19,13            | 21,01            | 20,34            | 16,44            | 11,23            | 5,56             | 1,47             |                  |
| Середній мінімум, °C                          | −5,74            | −3,85            | 0,68             | 5,03             | 10,12            | 13,20            | 17,25            | 16,59            | 12,67            | 7,47             | 1,80             | −2,29            |                  |
| Норма опадів, мм                              | 49               | 52               | 46               | 58               | 73               | 100              | 67               | 62               | 55               | 73               | 82               | 66               |                  |
| Середньомісячна швидкість вітру, м/с          | 1.83             | 2.08             | 2.37             | 2.34             | 2.06             | 1.93             | 1.88             | 1.74             | 1.68             | 1.73             | 1.82             | 1.89             |                  |
| Середньомісячна сонячна радіація, кДж/м²·день | 4313             | 6992             | 10895            | 15231            | 19103            | 21045            | 22122            | 20552            | 14949            | 9228             | 4868             | 3600             |                  |
| --------------------------------------------- | ---------------- | ---------------- | ---------------- | ---------------- | ---------------- | ---------------- | ---------------- | ---------------- | ---------------- | ---------------- | ---------------- | ---------------- | ---------------- |
| Джерело:                                      |                  |                  |                  |                  |                  |                  |                  |                  |                  |                  |                  |                  |                  |